# Nikolai Mikhailovich Karamzin
Nikolai Mikhailovich Karamzin (tiếng Nga: Николай Михайлович Карамзин, 1 tháng 12 năm 1766 – 22 tháng 5 năm 1826) – là nhà văn, nhà thơ, nhà sử học Nga, thành viên danh dự của Viện Hàn lâm Khoa học Saint Petersburg, tác giả của bộ Lịch sử Nhà nước Nga gồm 12 tập, là một trong những công trình sử học tổng hợp đầu tiên của Nga.

## Tiểu sử và sự nghiệp
Nikolai Karamzin sinh ở làng Mikhailovka tỉnh Simbirsk trong một gia đình giàu có. Biết tiếng Đức, tiếng Pháp, tiếng Anh, tiếng Ý. Năm lên 14 tuổi được gia đình gửi lên Moskva học ở trường tư thục do giáo sư của Đại học Quốc gia Moskva, Shaden dạy. Năm 1783, theo lời khuyên của bố, Karamzin vào phục vụ tại trung đoàn kỵ binh Petersburg. Từ tháng 5 – 1789 đến tháng 9 – 1790 đi các nước Đức, Thụy Sĩ, Pháp và Anh. Trong chuyến đi này ông đã gặp nhà triết học Immanuel Kant ở Königsberg và có mặt ở Paris trong những ngày Cách mạng Pháp.
Trở về Moskva ông thành lập Tạp chí Moskva (Московский Журнал) và sớm trở thành một tạp chí có tiếng thời đó. Năm 1802 ông thành lập tạp chí Tin châu Âu (Вестник Европы) là tạp chí tư nhân đầu tiên ở Nga. Ông đã mời 12 nhà báo nổi tiếng của châu Âu cộng tác và mời những nhà thơ nhà văn nổi tiếng của Nga, trong số này có Gavrila Romanovich Derzhavin, Aleksandr Sergeyevich Pushkin, Vasily Andreyevich Zhukovsky..
Tháng 10 năm 1803 Nga hoàng Aleksandr I ký lệnh phong Karamzin làm người viết sử với mức lương 2000 rúp mỗi năm. Đây là công việc mà ông làm cho đến cuối đời. Bộ Lịch sử Nhà nước Nga ở thời đó in 3000 bản và bán hết trong vòng 25 ngày. Năm 1812 ông sống ở Moskva. Năm 1816 chuyển về Saint Petersburg và sống 10 năm cuối đời ở gần Nga hoàng. Năm 1818 ông được bầu là thành viên danh dự của Viện Hàn lâm Khoa học Saint Petersburg. Năm 1824 ông trở thành cố vấn quốc gia của Nga hoàng Aleksandr I. Sau khi Nga hoàng Aleksandr I mất (tháng 11 năm 1825) Nikolai Karamzin cũng thường xuyên ốm nặng. Đầu năm 1826 ông được Nga hoàng Nicolai I cho tổ chức chuyến đi nghỉ dưỡng ở Pháp và Ý nhưng sức khỏe của ông không cho phép. Nikolai Karamzin mất ngày 22 tháng 5 năm 1826 ở Saint Petersburg.

## Tác phẩm

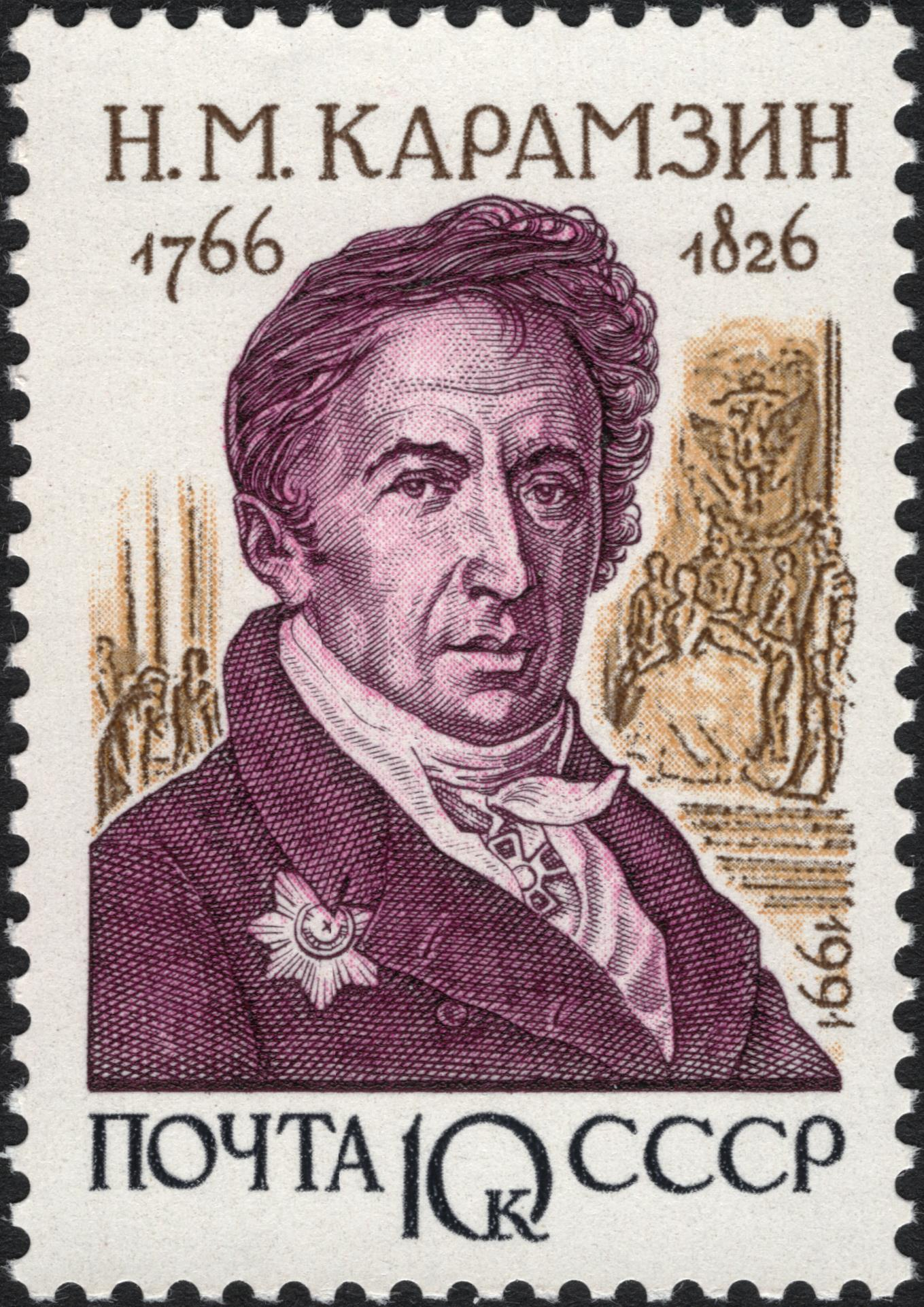
Hình Nicolai Karamzin trên tem thư Liên Xô năm 1991

### Thơ
- К Милости, 1792
- Поэзия, 1792
- Меланхолия, 1802

### Văn xuôi
- Yevgeny và Yulia, 1789
- Письма русского путешественника, 1791/92
- Фрол Силин, 1791
- Nàng Liza tội nghiệp, 1792
- Liodor, 1792
- Natalia, con gái một boyar, 1792
- Остров Борнгольм, 1793
- Yulia, 1794
- Сиерра-Морена, 1794
- Чувствительный и холодный (Два характера)), 1801
- Рыцарь нашего времени, 1802
- Марфа Посадница, или Покорение Новагорода, 1803
- История государства Российского, 1818

## Một số bài thơ
| Vĩnh biệt Có ai yêu điên cuồng Như anh từng yêu em? Nhưng thở than phí uổng Anh làm hại đời mình! Khổ sở hành hạ anh Say đắm chỉ một mình! Yêu một cách cưỡng ép Ai có thể đâu em. Anh kém cỏi, tầm thường Sao quyến rũ được em? Không vui, không ngộ nghĩnh Lấy gì để yêu anh? Con tim thì giản đơn Tình cảm trên thế gian. Ở nơi cần nghệ thuật Anh đã không biết đường! (Nghệ thuật biết oai phong Nghệ thuật biết tinh nhanh Thông minh hơn tất cả Và nói chuyện dễ thương.) Anh đã không biết rằng Mù vì tình yêu mình Nên anh từng can đảm Mong tình yêu của em! Anh khóc, em cười anh Đùa giỡn với tình anh Em lấy làm tiêu khiển Nỗi buồn anh chân thành. Tia hy vọng lụi tàn Giờ đây trong lòng anh... Người khác đang làm chủ Mãi mãi cánh tay em!.. Hãy hãy phúc, yên bình Và vui vẻ chân thành Bằng lòng cùng số phận Và chung thủy với chồng! Trong bóng tối mơ màng Anh sống nốt đời mình Và tuôn dòng lệ bỏng Anh đợi phút lâm chung. Bài ca từ truyện "Đảo Bornholm" Luật pháp rồi đây sẽ Phán xét tình của anh Nhưng mà ai có thể Cưỡng lại được con tim? Luật nào thiêng liêng hơn Tình của em tha thiết? Quyền lực nào mạnh hơn Tình yêu và sắc đẹp? Người đời nguyền rủa anh – Anh vẫn yêu và sẽ - Những tâm hồn nhẫn tâm Những con tim nghiệt ngã! Hỡi thiên nhiên thần thánh! Bạn và con trai em Em trao anh trái tim Anh hoàn toàn trong trắng. Và chính món quà tặng Trang điểm thiên nhiên mà – Thiên nhiên! Người đã muốn Cho ta yêu Lila! Tiếng sấm ngươi vang rền Nhưng mà không giết chết Khi mà ta hạnh phúc Trong ôm ấp của tình. Hỡi Bornholm yêu thương Tâm hồn ta khao khát Ta hướng về miền đất Ta khóc thật hoài công. Mệt mỏi và thở than Muôn thuở ta cách ngăn Lời thề nguyền cha mẹ Với bờ bến của em! Lila, em hãy còn Sống trong nỗi buồn anh? Hay là trên ngọn sóng Đã kết liễu đời mình? Hãy hiện ra với anh Hỡi chiếc bóng thân thương! Anh tự mình trên sóng Sẽ chết cùng với em. Bản dịch của Nguyễn Viết Thắng | Прости Кто мог любить так страстно, Как я любил тебя? Но я вздыхал напрасно, Томил, крушил себя! Мучительно плениться, Быть страстным одному! Насильно полюбиться Не можно никому. Не знатен я, не славен,- Могу ль кого прельстить? Не весел, не забавен,- За что меня любить? Простое сердце, чувство Для света ничего. Там надобно искусство - А я не знал его! (Искусство величаться, Искусство ловким быть, Умнее всех казаться, Приятно говорить.) Не знал - и, ослепленный Любовию своей, Желал я, дерзновенный, И сам любви твоей! Я плакал, ты смеялась, Шутила надо мной,- Моею забавлялась Сердечною тоской! Надежды луч бледнеет Теперь в душе моей... Уже другой владеет Навек рукой твоей!.. Будь счастлива - покойна, Сердечно весела, Судьбой всегда довольна, Супругу - ввек мила! Во тьме лесов дремучих Я буду жизнь вести, Лить токи слез горючих, Желать конца - прости! (Песня из повести "Остров Борнгольм") Законы осуждают Предмет моей любви; Но кто, о сердце, может Противиться тебе? Какой закон святее Твоих врожденных чувств? Какая власть сильнее Любви и красоты? Люблю - любить ввек буду. Кляните страсть мою, Безжалостные души, Жестокие сердца! Священная Природа! Твой нежный друг и сын Невинен пред тобою. Ты сердце мне дала; Твои дары благие Украсили ее,- Природа! ты хотела, Чтоб Лилу я любил! Твой гром гремел над нами, Но нас не поражал, Когда мы наслаждались В объятиях любви. О Борнгольм, милый Борнгольм! К тебе душа моя Стремится беспрестанно; Но тщетно слезы лью, Томлюся и вздыхаю! Навек я удален Родительскою клятвой От берегов твоих! Еще ли ты, о Лила, Живешь в тоске своей? Или в волнах шумящих Скончала злую жизнь? Явися мне, явися, Любезнейшая тень! Я сам в волнах шумящих С тобою погребусь. |